# Volusianus

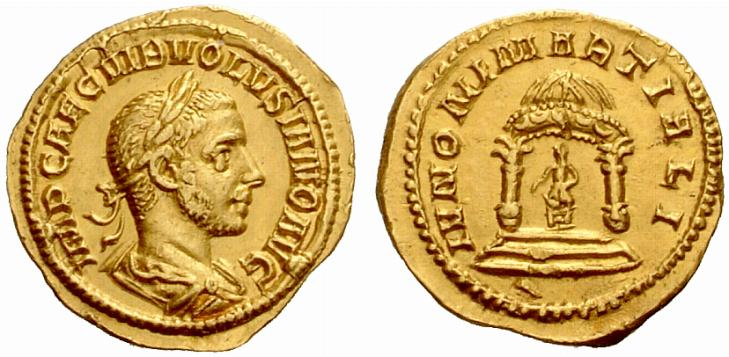
Aureus des Volusianus

Gaius Vibius Afinius Gallus Veldumnianus Volusianus († 253 bei Interamna) wurde nach dem Tod des Hostilian im November 251 von seinem Vater Trebonianus Gallus, der von der Donauarmee zum Kaiser ausgerufen wurde, zum Mitkaiser erhoben. 
Nachdem Aemilianus, der Statthalter der Provinzen Moesia superior (Obermösien) und Pannonia (Pannonien) im Juli 253 von seinen Soldaten zum Kaiser proklamiert wurde, marschierte dieser auf Rom zu, um seinen Anspruch durchzusetzen. Während sich Trebonianus Gallus und sein Sohn Volusianus auf den bevorstehenden Kampf vorbereiteten, wurden beide im August 253 bei Interamna von den eigenen Truppen ermordet.